# Beg for It (Iggy Azalea)
Beg For It è un singolo della rapper australiana Iggy Azalea, pubblicato il 25 ottobre 2014 come primo estratto dalla riedizione del suo primo album in studio The New Classic: Reclassified. Il brano è in collaborazione con la cantante danese MØ ed è stato scritto dalla stessa rapper con Charli XCX.

## Pubblicazione
Il 10 ottobre 2014 Azalea ha annunciato il suo nuovo singolo "Beg for It" su Twitter, aggiungendo che lei e la cantante danese Mø si sarebbero esibiti il 25 ottobre 2014 a "Saturday Night Live".
Negli Stati Uniti, Def Jam ha annunciato che il brano sarebbe stato pubblicato nell'album Reclassified il 24 ottobre 2014.

## Video musicale
Il 20 ottobre 2014 Iggy Azalea ha rivelato che il video musicale sarà diretto da David LaChapelle e girato il 25 novembre 2014.
A causa di conflitti non fu pubblicato.

## Accoglienza
"Beg for It" ha ricevuto per lo più recensioni positive da parte della critica.
Adam Fleischer di MTV News ha sottolineato "Azalea ha avuto un grande successo con i ganci pop con i suoi precedenti singoli", aggiungendo che "si può avere un altro scontro sulle sue mani", mentre Jaclyn Hendricks del New York Post ha detto "Questa è la canzone più orecchiabile di Azalea fino ad oggi".
Elia Leight della Billboard ha sottolineato "sinuoso, stile minimalista" della traccia musicale.
Brian Cantor di Headline Planet ha sostenuto "La canzone presenta gli elementi distintivi di un mainstream, Iggy Azalea ha colpito: un beat, porzioni rap e un coro ben cantato".
James Grebey di Spin ha elogiato l'aspetto di Mo nella canzone sostenendo che il suo coro  era "super-orecchiabile e molto elaborato".
Perez Hilton ha anche elogiato il brano scrivendo che "Ogni canzone di Iggy Azalea tocca e si trasforma in oro.

## Esibizioni dal vivo
Il 25 ottobre 2014 Azalea e Mø hanno cantato la canzone in live per la prima volta al quarto episodio di Saturday Night Live', condotto da Jim Carrey.
La canzone è stata poi eseguita il 23 novembre 2014 alla cerimonia degli AMA.

## Classifiche
| Classifica (2014-15) | Posizione massima |
| -------------------- | ----------------- |
| Australia            | 29                |
| Belgio (Fiandre)     | 59                |
| Belgio (Vallonia)    | 69                |
| Canada               | 44                |
| Stati Uniti          | 27                |

## Date di pubblicazione
| Regione     | Data            | Formato           | Etichetta |
| ----------- | --------------- | ----------------- | --------- |
| Stati Uniti | 24 ottobre 2014 | Download digitale | Def Jam   |